# 伊賀あゆみ
伊賀 あゆみ（いが あゆみ）は、日本のピアニスト。福岡県出身。
東京音楽大学付属高等学校を経て、東京音楽大学卒業、同大学院伴奏研究領域を首席で修了。

## 経歴
全日本学生音楽コンクール高校の部第2位。ピティナ・ピアノコンペティションG級（1995年）と特級（1998年）で金賞受賞。
2000年のCDデビューを機に、全国で演奏活動を開始した。ソロ活動のみならず、コンチェルト・室内楽・ピアノ連弾など幅広い編成で出演。レコーディングCDは500曲以上。
リットーミュージック刊行の音楽雑誌「PIANO STYLE」では創刊号から10年間にわたり、CD演奏のほかコラム執筆も担当。東京丸ビル・新丸ビルでは、2006年2011年までコンサートのコーディネーターを務めた。
教育活動にも注力しており、全国の小学校110校以上でコンサートを開催するほか、音楽セミナーにも数多く出演している。
2008年より山口雅敏とのピアノデュオ活動を開始。身体の動きも楽しめる編曲作品、新曲作品を多く演奏し、各地で好評を博している。